# Mok Sau Hei
Mok Sau Hei (nascido em 24 de janeiro de 1941) é um ex-ciclista honconguês.
Competiu representando o Honguecongue em duas provas do ciclismo de estrada nos Jogos Olímpicos de 1964, realizados em Tóquio, Japão.